# Principe de disponibilité
Le principe de disponibilité a été posé dans les conclusions du Conseil européen du 25 mars 2004 consécutif aux attentats perpétrés dans la gare d'Atocha en Espagne. Il s'agit de l'obligation faite à tout service répressif d'un État membre de fournir spontanément à un agent d'un autre État membre toute information disponible susceptible de présenter un intérêt communautaire. Les dispositions devant faciliter ce type d'échanges d'information sont présentées dans la Déclaration sur la lutte contre le terrorisme arrêtée par le Conseil européen le même jour. Le principe de disponibilité a ensuite connu une déclinaison rapide dans de nombreux instruments juridiques communautaires. 

## Communication de la Commission du 22 juin 2004
Intitulé "Vers un renforcement de l'accès à l'information par des autorités responsables pour le maintien de l'ordre public et pour le respect de la loi", ce texte propose plusieurs actions, comme l'affirmation d'un droit d'accès équivalent aux données entre autorités responsables et une mise en réseau des systèmes et des bases de données au sein de l'Union européenne (Eurodac, SIS II, etc.). 

## Décision-cadre 2006/960/JAI du Conseil du 18 décembre 2006
Proposée par la Suède et relative à la simplification des échanges d'information et de renseignements entre les services répressifs des États membres de l'UE, cette décision vise à fixer un cadre commun à tous les membres de l'UE pour faciliter l'échange d'information, notamment dans la lutte contre le terrorisme. 

## Accords dit "Schengen Plus"
Ces accords ont fait l'objet du traité de Prüm signé le 27 mai 2005 par sept États membres de l'UE. Ce traité vise à approfondir la coopération transfrontalière en matière de police, notamment dans les domaines de la lutte contre le terrorisme, la criminalité organisée et l'immigration illégale.